# Pterophyllum scalare

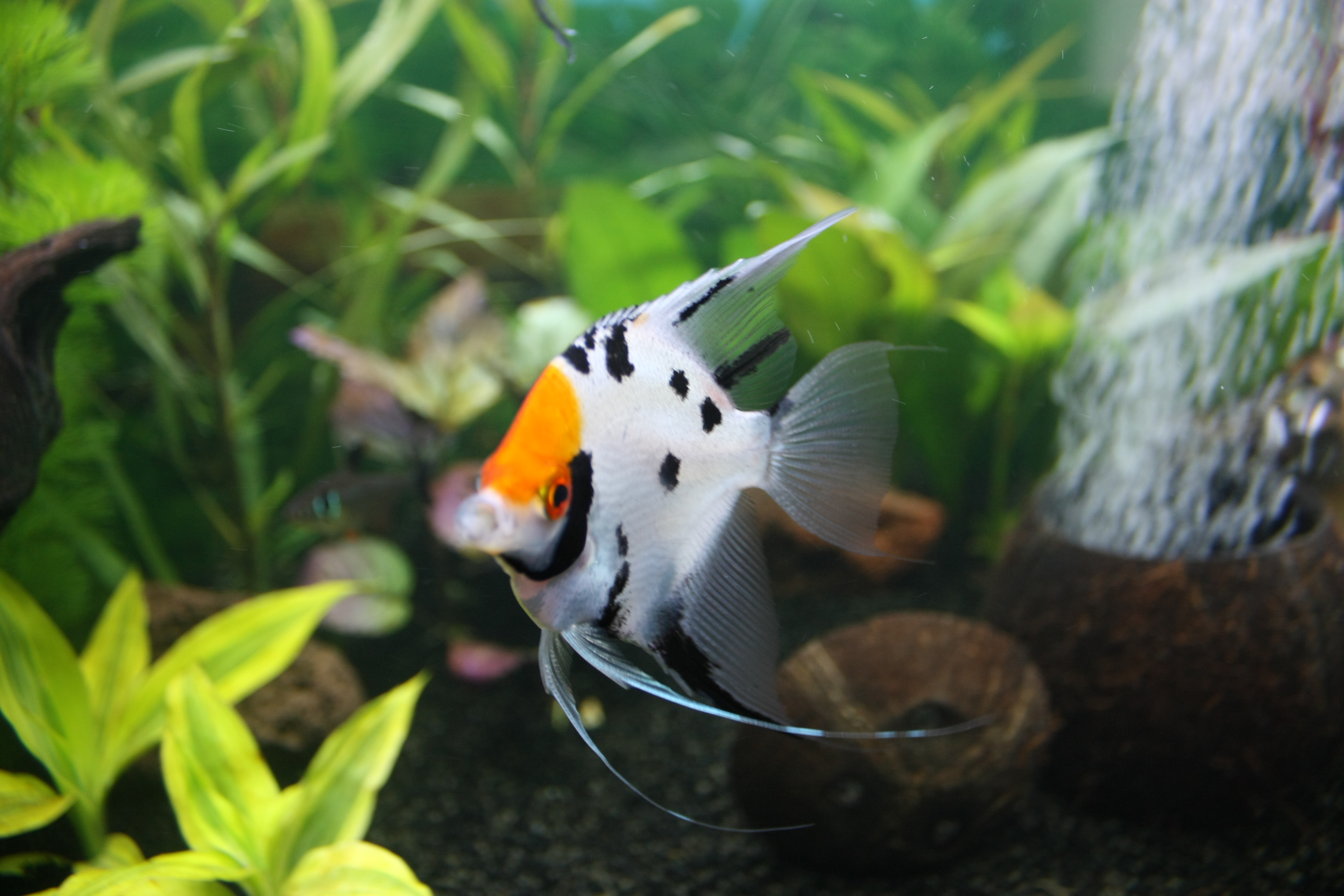
Pterophyllum scalare.

El escalar, pez ángel o pez amazónico angel (Pterophyllum scalare) es una especie de pez de agua dulce perteneciente a la familia de los cíclidos. Es una de las especies de peces tropicales más populares en el mundo de la acuariofilia.

## Historia
La primera noticia acerca de esta especie en acuarios proviene de Liechtenstein y data de 1911, cuando llegaron a Alemania mezclados con otros peces procedentes de Brasil. En 1924 se produjo otra importación, en la cual también había algunos ejemplares de estos peces con forma "de vela" o "aletas como hojas". La revista «Aquariem ud Terrariem Kunde» de julio de 1932, publicó una nota de Praetorius en la cual se refiere al hábitat de los peces en cuestión. Praetorius se encontraba radicado en Santarém, ciudad ubicada al margen del río Amazonas, donde este se une con el río Tapajós. Praetorius mencionó haber capturado escalares en el río Demeras (actual Guyana), pero al popularizarse la captura comercial, se comenzó a exportar desde Perú, Colombia y Venezuela. Todos los estudios concuerdan en que es en el río Tapajós donde es posible localizarlos en mayor cantidad.
De los primeros ejemplares introducidos a Alemania en 1911, algunos fueron vendidos a importadores de Estados Unidos en 1915, los cuales fueron cotizados a US$ 75,00 la pareja. Nadie sabía diagnosticar los sexos adecuadamente, así que simplemente se trataba de dos ejemplares al azar. Tanto en Estados Unidos como en Alemania hubo muchos intentos de reproducción fallidos, aunque hay algunos indicios de que criadores alemanes obtuvieron un par de camadas tras muchos años de intentos. De hecho, los escalares importados directamente de su ambiente natural parecen rehusarse sistemáticamente a reproducirse en cautividad, por lo que hay que esmerarse mucho en las características del agua, luz, alimentación y cuidados. Fue a partir de 1960 cuando este pez se popularizó en los acuarios. Hasta ese entonces, su reproducción comercial era una tarea llena de complicaciones. A tal punto que cuando algún criador lograba reproducirlo terminaba siendo nota de portada de alguna revista especializada.

## Taxonomía
Los cíclidos muestran una gran diversidad de formas, colores y tamaños comprenden 227 géneros y 1292 especies distribuidas en toda África, América Central y del Sur, y el sur de América del Norte, Madagascar, sur de la India y Sri Lanka. Son unas 100 las especies de cíclidos de la cuenca del Amazonas, las cuales poseen gran importancia como fuentes de proteína humana y como peces ornamentales. La subfamilia Cichlasomatinae está dividida en 3 tribus (Acaroniini, Heroini y Cichlasomatini). La tribu Heroini presenta alrededor de 100 especies en Centroamérica y 40 en América del Sur. El género Pterophyllum  pertenece a esta tribu y tiene 3 especies: P. scalare, P. altum y P. leopoldi. Es endémica de América del Sur, siendo ampliamente distribuida en la cuenca del Amazonas.

### Historia taxonómica
En 1823 Martin Lichtenstein describió a Scalaris zeus sobre un solo ejemplar capturado en Brasil; ese espécimen tipo fue depositado en el Museo de Historia Natural de Berlín. El mismo ejemplar fue examinado posteriormente por Georges Cuvier y Achille Valenciennes, que no eran conscientes de la descripción publicada por Lichtenstein por lo que renombraron la especie como Scalaris platax con una descripción que se basaba en un solo ejemplar al parecer mutilado. Johann Jakob Heckel, en 1840, redescribió a esta especie a partir de ejemplares adicionales capturados en el río Negro; erigió el género Pterophyllum para ellos e incluyó a P. scalaris dentro del mismo. Pterophyllum significa 'hoja con alas', en referencia a la alta compresión cuerpo y aletas, y scalaris significa 'escalera' o 'escalonada'. Francis de Laporte de Castelnau en 1855 describió una segunda especie de pez ángel, dumerilii, y, sin darse cuenta de la labor de Heckel, Cuvier y Valenciennes, y de Lichtenstein, erigió el género Plataxoides para ella (la raíz griega plata significa 'plano'). Esto fue más tarde corregido por Albert Günther (1862), quien sinonimizó todos esos nombres (de forma incorrecta en el caso de P. dumerilii) como Pterophyllum scalare, el nombre actual del pez ángel más popular. El P. altum fue descrito por Pellegrin en 1903 como Pterophyllum altum, y una cuarta especie, Pterophyllum eimekei, fue añadido por Ernst Ahl en 1928 —esta última sobre la base de material de acuario (comercial)—. La especie nombrada por Ahl más tarde resultó ser idéntica a P. scalare, aunque el nombre aparece en los textos de acuariofilia de la década de 1940 yhasta la década de 1960.
Por último, J.P. Gosse describió una quinta especie en 1963 como Plataxoides leopoldi, creyendo que el nombre del género Pterophyllum Heckel ya estaba siendo utilizado para describir un género de insectos en el momento de la descripción de Heckel. P. leopoldi fue juzgado como un sinónimo de P. dumerilii. Sin embargo, Sven Kullander (1986), al volver a estudiar los ejemplares tipo de P. dumerilii y P. leopoldi , llegó a la conclusión de que el holotipo (espécimen único utilizado para la clasificación) de P. dumerilii era en realidad una variante de P. scalare, y que P. leopoldi era una especie distinta y válida. Su interpretación se basó en la forma de la cabeza (contorno predorsal): P. dumerilii y P. scalare comparten una "muesca" el perfil, mientras que P. leopoldi carece de la misma y tiene un punto negro visible en el extremo dorsal de la cuarta barra vertical.

## Nombres comunes
Popularmente se le conoce como escalar, escalare o pez ángel, sin confundirlo con la familia Pomacanthidae, los peces ángel marinos.
A comienzos de 1840 Heckel clasificó el género al que denominó «Pterophyllum» (que significa ‘aletas en forma de hojas’).

## Distribución y hábitat
En la naturaleza se distribuye en la cuenca del río Amazonas en el Perú, Brasil y Colombia, particularmente en los ríos Ucayali, Solimões y Amazonas, los ríos de Amapá en Brasil, Oyapoque en la Guayana Francesa y Esequibo en Guyana. Se encuentra en pantanos o terrenos inundados donde la vegetación es densa y el agua es clara o limosa. Las condiciones del agua en sus hábitats nativos van desde un pH de 6,0 a 8,0, una dureza del agua de 5 a 13 dH, y una temperatura desde 24 a 30 °C.
En la naturaleza vive en grupos gregarios en aguas medias de los cursos templados y limpios del río Tapajoz y otros afluentes de la cuenca Amazónica y del Orinoco.
Este río recorre la planicie amazónica y allí es posible ubicarlos en zonas donde el agua no supera los dos metros de profundidad, rodeadas por vegetación compuesta por árboles de entre 30 y 60 metros de altura y costas cubiertas por gramíneas que al crecer el río quedan sumergidas. Alrededor de estas plantas, que crecen entre troncos y ramas de árboles caídos, se encuentran gran número de peces, entre ellos P. scalare y otro cíclido, también pacífico, el cíclido bandera.
En este ambiente, durante las crecidas de enero, se producen los desoves que permiten apreciar una gran multitud de pequeños alevines acompañados de sus padres que celosamente los cuidan de los depredadores. Su comportamiento pacífico se transforma en la actitud típica de un cíclido, profundamente territorial y agresivo, durante el tiempo que cuidan los desoves y la prole.

## Comportamiento y agresiones
El pez escalar es un pez territorial y gregario; puede tener tendencia a atacar a otros peces si se invade su territorio.
No es recomendable mantenerlo con tetras (incluidos los populares neones) debido principalmente a que el pez escalar, en su fase adulta, podría devorar a cualquier alimento que quepa en su boca, incluidos peces y pequeños crustáceos. Cabe señalar también que si ambas especies ángeles y tetras neones o cardenales son incluidos desde pequeños pueden llevarse bien sin problemas.

## Descripción de la especie
El pez escalar ha sido llamado “el rey de los peces” por la majestuosidad que presenta su estilizada forma.
Pueden llegar a vivir aproximadamente de unos 5 a 8 años.
Puede llegar a los 15 cm de longitud y se caracteriza por su esbeltez lateral; las aletas dorsal y anal son muy grandes y forman un triángulo en el aspecto general del pez. Los escalares no son peces que presenten diferencias apreciables entre los machos y las hembras. La aleta caudal también es grande, y las abdominales se han convertido en dos radios largos de hasta 8 cm.
Cabe destacar que actualmente en la cría en cautividad se consiguen variedades "velo" y "supervelo", siendo estas más vistosas y atrayentes para muchos dado que sus aletas son mucho más largas, llegando la anal a medir cuatro veces más que la longitud del cuerpo.

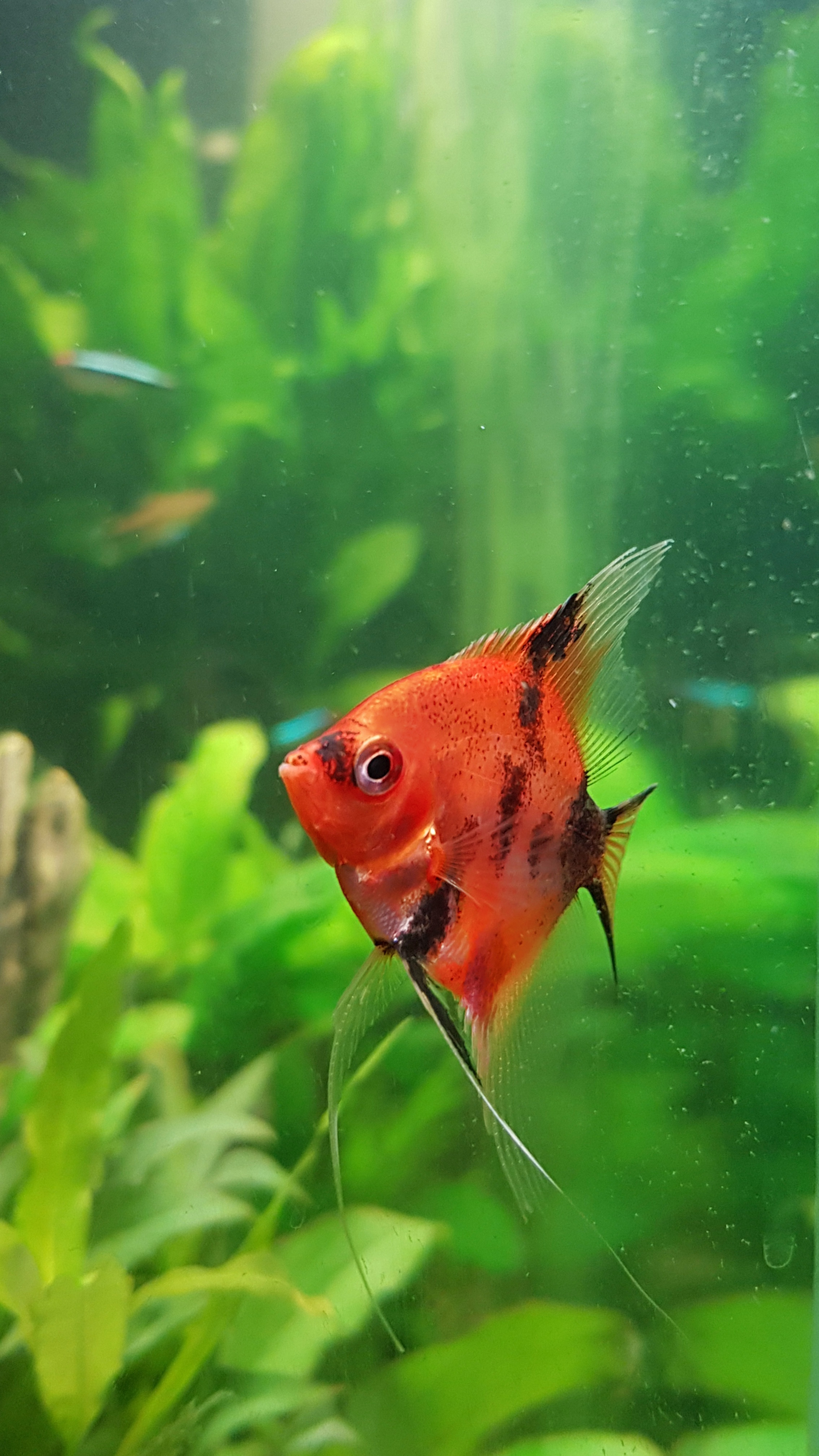
Pez escalar variedad Red Devil

Los individuos se escalonan de acuerdo con su nivel de dominancia. El ejemplar más grande y saludable suele ser el pez dominante que compite por los espacios, por la comida y por la pareja reproductora. Se enfrentan con las aletas muy abiertas. Las peleas aumentan en intensidad en la época de reproducción. Se dan cuando se forman las parejas, cuando la pareja delimita su territorio, y sobre todo cuando la pareja defiende la puesta. Solo las hembras que estén también dispuestas para la reproducción aceptan los ataques del macho, que nunca llegan a consumarse. Solo la hembra elegida penetra el territorio.
El pez ángel se distingue por la complejidad de su comportamiento reproductivo, desde la competencia por el territorio y las parejas sexuales, el cortejo, el apareamiento, hasta el cuidado de las crías por parte de sus padres. En esta especie, ambos miembros de la pareja están involucrados en cuidado de los alevines, sobre todo durante la fase inicial de cría.
Las parejas de pez ángel podrían considerarse monógamas, ya que los individuos tienden a aparearse con un solo compañero. Sin embargo, es probable que no mantengan una estricta monogamia ya que los machos tienden a abandonar las hembras. De hecho, se ha determinado que en condiciones semi-naturales, después de tres ciclos de apareamiento, la pareja cambió de compañeros. Bajo condiciones experimentales, en cambio, las parejas cambian de compañero después de cada ciclo de cría.
La preferencia sexual de las hembras depende de la agresividad o sumisión de los machos. Los machos más grandes, más agresivos y con experiencia reproductiva previa obtienen nuevas oportunidades de apareamiento, mientras que los machos sumisos son rechazados. De hecho, el número de larvas sobrevivientes luego de cada ciclo de apareamiento está positivamente asociado con el grado de agresividad, tamaño y experiencia previa de los machos. Durante el apareamiento, los peces son agresivos hacia los intrusos en presencia de la pareja, lo que tiende a proteger el vínculo durante cada ciclo. En el intervalo entre los ciclos de apareamiento, la pareja no muestra agresión hacia los intrusos, lo que confirma que el pez ángel es una especie monógama en serie.
Los huevos de los peces ángel son adhesivos y la hembra los coloca sobre plantas o rocas. En el momento del desove, el macho presenta un espermiducto corto, terminado en punta ligeramente inclinado hacia delante y en la hembra se observa un oviducto un poco más largo, grueso y redondeado, inclinado hacia atrás. Los miembros de la pareja limpian una superficie plana para depositar los huevos; normalmente una hoja grande, una piedra plana o incluso un lado del acuario. Suelen depositar más de 200 huevos; si son pequeñas, alrededor de 150. Algunos ejemplares muy desarrollados pueden desovar hasta 350 huevos.

## Acuariofilia

### Acuario adecuado

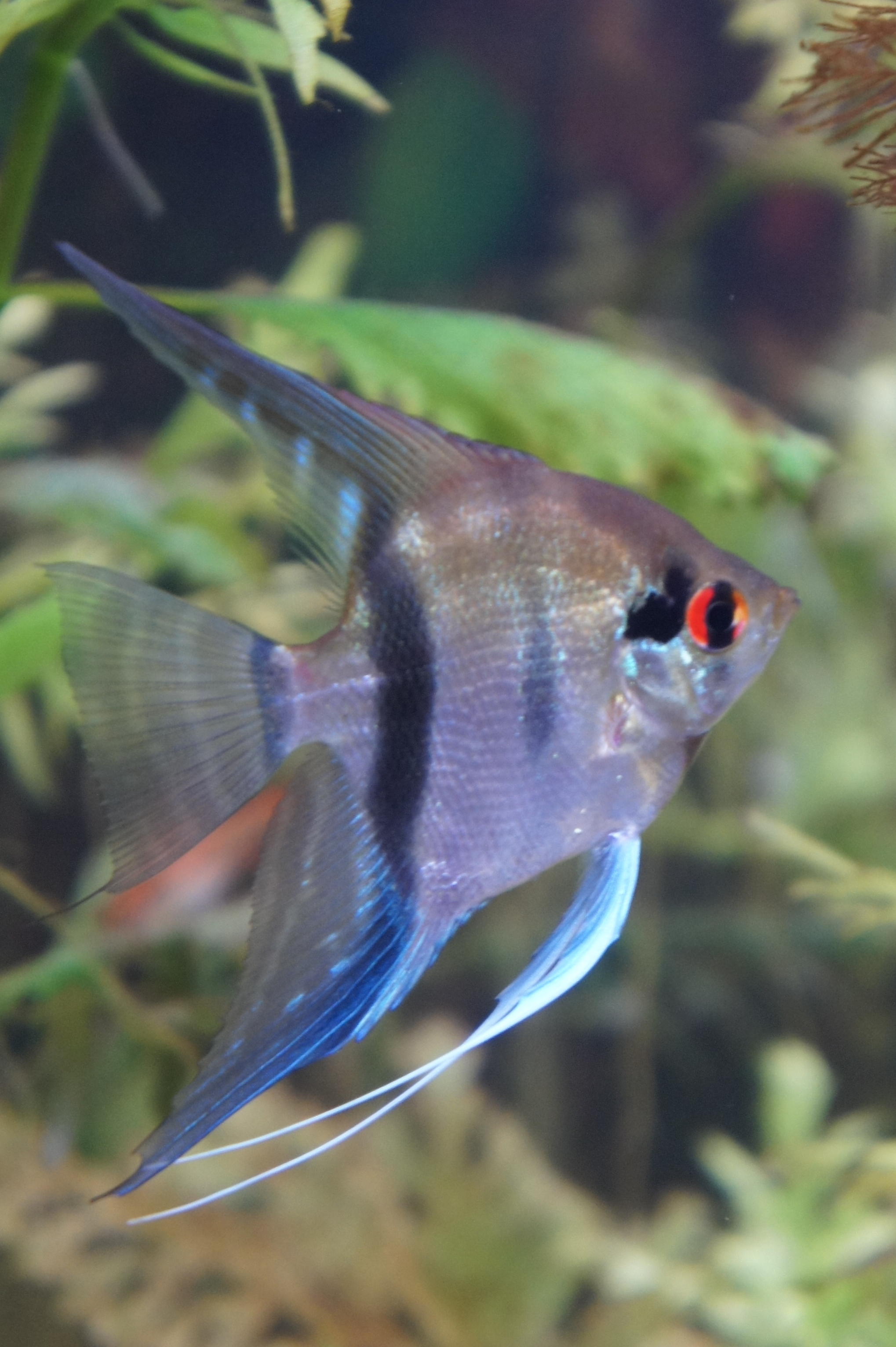
Un pez ángel plateado adolescente.

La temperatura a la que debe estar este tipo de pez es de entre 24 °C y 28 °C.
Este pez, es muy “sociable”, por lo que le gusta estar en compañía de otros peces, aunque no sean de su misma especie, pero hay que tener en cuenta que se trata de un pez de alimentación omnívora, y como es lo usual en acuarios tropicales, se debe evitar el mezclarlo con especies que difieran mucho en tamaño; aunque es raro, si sus compañeros de acuario son menores que él, optará por comérselos.
Requiere acuarios altos ya que gusta del nado vertical y aguas claras de pH de 6.8. Se les debe renovar el agua una vez por semana un 20% y su acuario debe poseer una filtración moderada (caudal de la filtración: 4 veces el tamaño del acuario por hora). Para un adecuado entorno, el tamaño del acuario debe ser de 50 litros por ejemplar. debe ser mantenido en cardúmenes de 5 ejemplares como mínimo, por lo que se requieren acuarios de 250 litros en adelante.

### Alimentación
La correcta alimentación tiene una influencia decisiva en el crecimiento potencial y en la reproducción del pez ángel en el acuario. Los alimentos vivos son, este sentido, una mejor fuente de alimentación que los alimentos secos preparados que se adquieren en los comercios. Se ha comprobado que los escalares alimentados exclusivamente con Daphnia pulex producen desoves más frecuentes y más grandes, con una mayor supervivencia de los alevines, que los alimentados exclusivamente con un producto comercial en escamas secas. También se alimentan de esponjas marinas cuando se encuentran en libertad.

### Reproducción

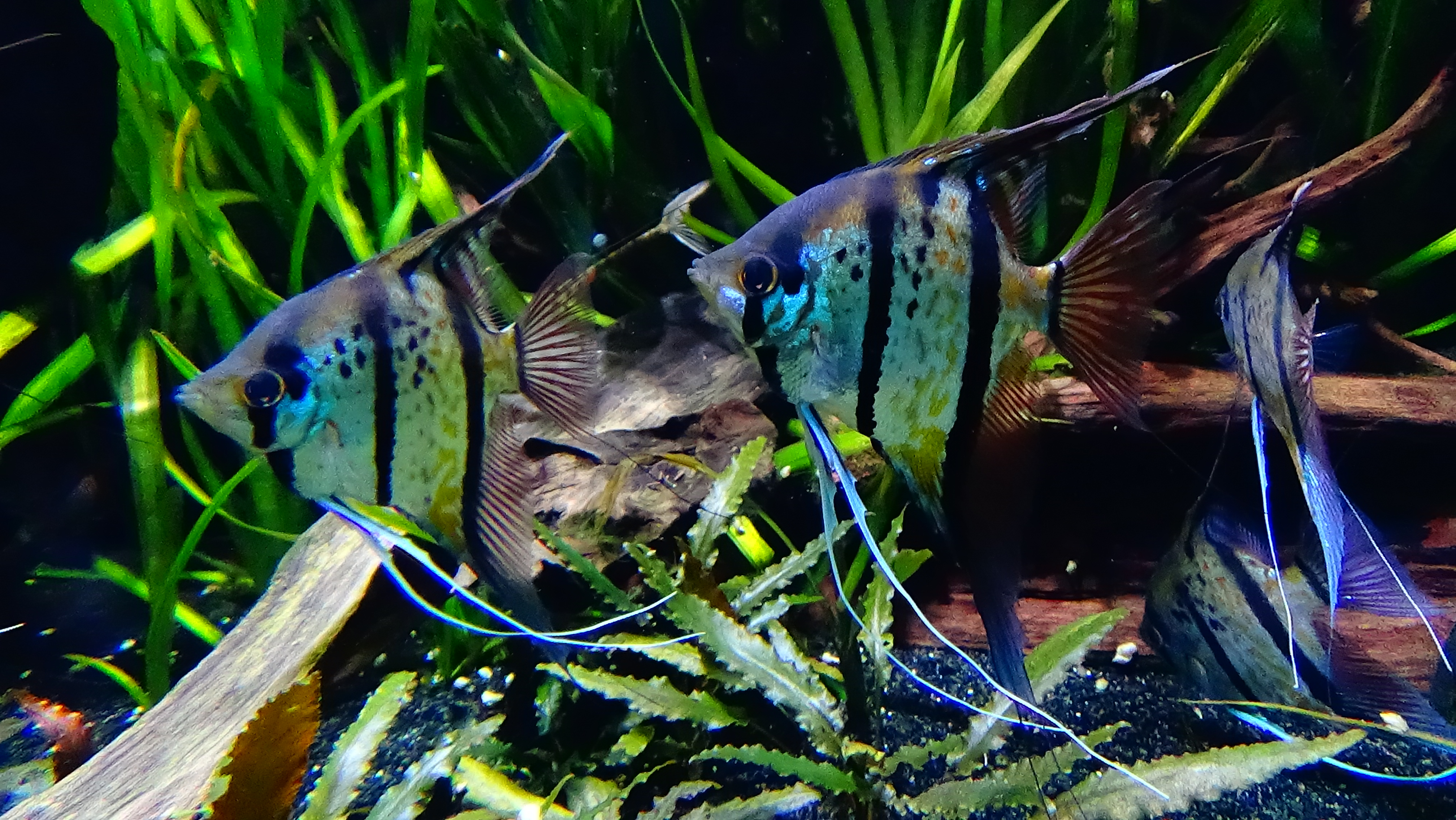
Grupo de Pterophyllum scalare en el Área de conservación regional Alto Nanay-Pintuyacu-Chambira, Perú.

Su reproducción es algo más trabajosa pero tampoco nada imposible de acometer. Las parejas se forman (son monógamos) entre grupos de escalares inicialmente solteros. Se reconocen porque comienzan a defender (territorialidad) un lado del acuario frente a los demás. Una vez ocurre eso, es conveniente separar a la pareja o dejarla en un tanque lo suficientemente grande para que no sean molestados por los demás.
En algún momento de su idilio, la hembra comienza a poner sus huevos sobre una hoja grande (suponiendo que se tienen plantas) o sobre una superficie plana y lisa. Luego el macho los fertiliza, es importante los cuidados del agua, les agrada muy limpia y a una temperatura de 28 °C permanentemente.
La eclosión de los huevos ocurre a las 48 horas de puestos y fertilizados, se nota una pequeña cola eclosionada del huevo, se nota sus múltiples vibraciones, ambos padres participan de su cuidado y al quinto día están formados pero aun adheridos y juntos, al sexto día ya empiezan a nadar y sus padres los agarran con su boca y colocan de nuevo junto con los otros, en ocasiones cambian a uno por uno, a distintos lugares del acuario. Los alevines son muy escurridizos y curiosos de modo que el cuidarlos demanda mucha atención y permanente cuidado por parte de los progenitores es importante mantener la luz de la pecera encendida en caso de que la reproducción sea en casa y apagar o poner algún tipo de bloqueo al filtro de cascada en caso de tener para así evitar que el filtro mate a los alevines.
Es usual que muchos de ellos se pierdan. Estarán sobre la hoja sobre la que han eclosionado mientras su padre los cuida de cerca. La hembra está algo más lejos encargada de recoger con la boca a los que se aventuren más allá. Todo un espectáculo. Se les debe alimentar con Artemia salina recién eclosionada o preparados para crías de alimento seco fácilmente adquiribles en tiendas de mascotas.
Para una mayor sobrevivencia de los alevines se recomienda, al séptimo día, retirarlos del cuidado de sus padres, y colocarlos aparte. Para una mejor alimentación, es primordial que el agua sea de la misma pecera donde nacieron, y se mantenga con una buena oxigenación, pero no demasiado, porque podría matarlos. Además, es importante ponerle unas gotas de azul de metileno, para así evitar hongos inoportunos, y alimentarlos dos veces al día con Artemia salina viva, filtrada y lavada, para evitar la mezcla de aguas salada y dulce. Cada vez que se alimentan, retirar del estanque el residuo de comida y los alevines que mueren, porque no todos sobreviven. La higiene y su tiempo es primordial en el cuidado. Luego de un mes, empiezan a obtener la forma, y se podrá empezar a alimentar con alimento comercial.
El desove de huevos lo hacen cada 15 días, aproximadamente, en condiciones antes mencionadas. Es importante que, al menos una vez de por medio, dejar que sus padres los críen para evitar así traumas y que no vuelvan a desovar.